# Kimberly Peirce
Kimberly Peirce est une réalisatrice de cinéma américaine, née le 8 septembre 1967 à Harrisburg, Pennsylvanie.

## Biographie
Kimberly Peirce est ouvertement lesbienne et non binaire.

## Filmographie

### Comme réalisatrice
- 1994 : The Last Good Breath (court métrage)
- 1995 : Boys Don't Cry (court métrage)
- 1999 : Boys Don't Cry
- 2006 : The L Word (série télévisée) (saison 3, épisode 5)
- 2008 : Stop-Loss
- 2013 : Carrie : La Vengeance
- 2015 : Turn: Washington's Spies (série télévisée) (1 épisode)
- 2015 : Manhattan (série télévisée) (1 épisode)
- 2016 : American Crime (série télévisée) (1 épisode)
- 2016 : Game of Silence (série télévisée) (1 épisode)
- 2015-2016 : Halt and Catch Fire (série télévisée) (2 épisodes)
- 2017 : Six (série télévisée) (1 épisode)
- 2017 : I Love Dick (série télévisée) (1 épisode)

### Comme scénariste
- 1994 : The Last Good Breath (court métrage)
- 1995 : Boys Don't Cry (court métrage)
- 1999 : Boys Don't Cry
- 2008 : Stop-Loss

### Comme productrice
- 2008 : Stop-Loss